# Un chien dans un jeu de quilles (film, 1962)
Pour les articles homonymes, voir Un chien dans un jeu de quilles.
Un chien dans un jeu de quilles est un film franco-italien  réalisé par Fabien Collin, sorti en 1962.

## Fiche technique
- Titre original français : Un chien dans un jeu de quilles
- Titre italien : Uno sconosciuto nel mio letto
- Réalisation : Fabien Collin
- Scénario : Fabien Collin
- Photographie : Raymond Letouzey
- Son : Jean-Claude Marchetti
- Montage : Éric Pluet
- Sociétés de production : Films Electra - UFA-Comacico - FICIT
- Genre : Comédie
- Pays :  France -  Italie
- Durée : 95 minutes
- Date de sortie :
  - France : 22 août 1962
  - Italie : 1963

## Distribution
- Christian Marquand : Rodolphe
- Elke Sommer : Ariane
- Sophie Daumier : Sylvia
- Danièle Evenou : Cathy
- Roland Armontel : le père
- Jean Tissier : le grand-père
- Madeleine Barbulée : la grand-mère
- Julien Bertheau